# Перлова цибуля
Перлова цибуля (англ. perl onion, рос. жемчужный лук, пол. cebulka perłowa) — загальна назва головок деяких сортів цибулі ріпчастої та споріднених рослин (насамперед, цибулі виноградної), які відрізняються мініатюрністю, що зумовлює специфіку їх кулінарного використання.
Традиційно, під перловою цибулею розуміли, насамперед, головки цибулі виноградної, проте сьогодні значна частина перлової цибулі є мініатюрною цибулею. Вирощування цієї цибулі поширене в Центральній Європі — Німеччині, Італії, Нідерландах тощо. Найчастішим способом використання перловою цибулі є маринування. Мариновану цибулю споживають як самостійну закуску або додають в інші страви. Найбільш відомим і специфічним способом використання цієї цибулі є його додавання в деякі алкогольні коктейлі, наприклад, на основі мартіні.
«Перловою (чи перлинною) цибулею» може також називатися цибуля-порей, у західних публікаціях — виноградна цибуля, незалежно від форми приготування.